# Caroline Bonde Holm
Caroline Bonde Holm (19 de julio de 1990) es una deportista de Dinamarca que compite en atletismo. Ganó una medalla de plata en el Campeonato Europeo de Atletismo por Equipos de 2019, en la prueba de salto con pértiga.